# نظرية الأدب (كتاب)
نظرية الأدب (بالإنجليزية Theory of Literature) هو كتاب عن النظرية الأدبية لرينيه ويلك، من مدرسة براغ البنيويّة، وأوستن وارين، الذي يصف نفسه بأنه «ناقد قديم مجدد». [1] التقى الكاتبان في جامعة أيوا في أواخر الثلاثينيات، وبحلول عام 1940 كانا قد بدآ في كتابة الكتاب. لقد كتبوا بشكل تعاوني بأسلوب واحد على مدى ثلاث سنوات. استندت محتوياته إلى فهمهما المشترك للأدب. 
يتكون الكتاب في طبعته الأولى من عشرين فصلاً – تم حذف فصل في طبعات لاحقة – يصف كتاب نظرية الأدب جوانب مختلفة من النظرية الأدبية والنقد والتاريخ. بعد تحديد الملامح والعلاقات المختلفة للأدب بشكل عام، يقسم ويلك ووارن تحليل الأدب على أساس نهجين: غير أصيل، يتعلق بعوامل خارج العمل مثل المؤلف والمجتمع. وجوهري، تتعلق بالعوامل داخل مثل الإيقاع والمقاييس. ولكنهم يشددون على الحاجة إلى التركيز على العناصر الجوهرية للعمل كأفضل طريقة لفهمه حقًا. وهم بذلك يتكيفون مع الظواهر التي استخدمها الفيلسوف البولندي رومان اينجاردين.
صدر هذا الكتاب لدار نشر هاركورت (بالإنجليزية Harcourt, Brace, and Company) في ديسمبر لعام 1948، والذي أثار أراء متباينة في الوسط الأكاديمي. وقد تم الاعتماد عليه كمرجع في تدريس النظرية الأدبية منذ وقت صدوره حتى الستينات. ويرجع نجاحه الكبير إلى إدخال المنح الدراسية الأدبية الأوروبية إلى الولايات المتحدة وتشكيل نظرية النقد الأدبي الجوهري. وقد شهد كتاب نظرية الأدب ثلاث طبعات وترجم إلى أكثر من عشرين لغة.

## الخلفية التاريخية
رينيه ويلك (بالإنجليزية: René Wellek)؛ (1903–1995): هو كاتب نمساوي من مدرسة براغ البنيويّة في اللغويات، وقد كان يدرس تحت يد عالم اللغويات التشيكي فيلم ماثيسيوس. وقد نال ويلك تدريباً في الأدب الكلاسيكي وكان يجيد العديد من اللغات الأوروبية، الرومانسية والسلافية. تضمن تدريبه النظري فينومينولوجيا الفيلسوف الألماني إدموند هوسرل، كما استخدمت في عمل الفيلسوف البولندي رومان اينجاردين، واللغويات المؤثرة نفسياً لعالم النفس الألماني لكارل بوهلر. ولكن بعد احتلال ألمانيا النازية لبراغ في عام 1939، هرب ويلك من لندن - حيث كان يدرّس - إلى الولايات المتحدة الأمريكية، حيث كان يدرّس في جامعة آيوا تحت قيادة نورمان فورستر.
حيث هناك التقى ويلك بأوستن وارين (بالإنجليزية: Austin Warren) (1899–1986)، هو ناقد أدبي وصحفي أمريكي اعتبر نفسه «ناقدًا قديما مجددًا» وقد هام بالنقد الأدبي وترعرع فيه وكتب عنه على نطاق واسع، لكنه رأى لاحقًا عدة قيود على الآراء الإنسانية الجديدة التي روج لها إيرفينغ بابيت وبول إلمر مو. وسرعان ما اتفق الكاتبان فيلك ووارن على عدة جوانب عن الأدب، وبحلول عام 1940 كانا قد بدآ التفكير في التعاون لإصدار كتاب مشترك. على مدار السنوات العديدة التالية، عززوا فهمهم لنظرية الأدب الأوروبي والأمريكي من خلال مناقشات مع كلينث بروكس وروبرت بن وارن، وقراءة مستفيضة للكتابات الأوروبية المعاصرة.